# لشعاب (خنفر)

تعديل مصدري - تعديل

لشعاب هي إحدى قرى عزلة جعار بمديرية خنفر التابعة لمحافظة أبين، بلغ تعداد سكانها 63 نسمة حسب تعداد اليمن لعام 2004.